# Gossypium arboreum
Gossypium arboreum är en malvaväxtart som beskrevs av Carl von Linné. Gossypium arboreum ingår i släktet bomull, och familjen malvaväxter.
Arten är endemisk till Indien och Pakistan.

## Underarter
Arten delas in i följande underarter:
- G. a. neglectum
- G. a. obtusifolium
- G. a. sanguineum

## Bildgalleri

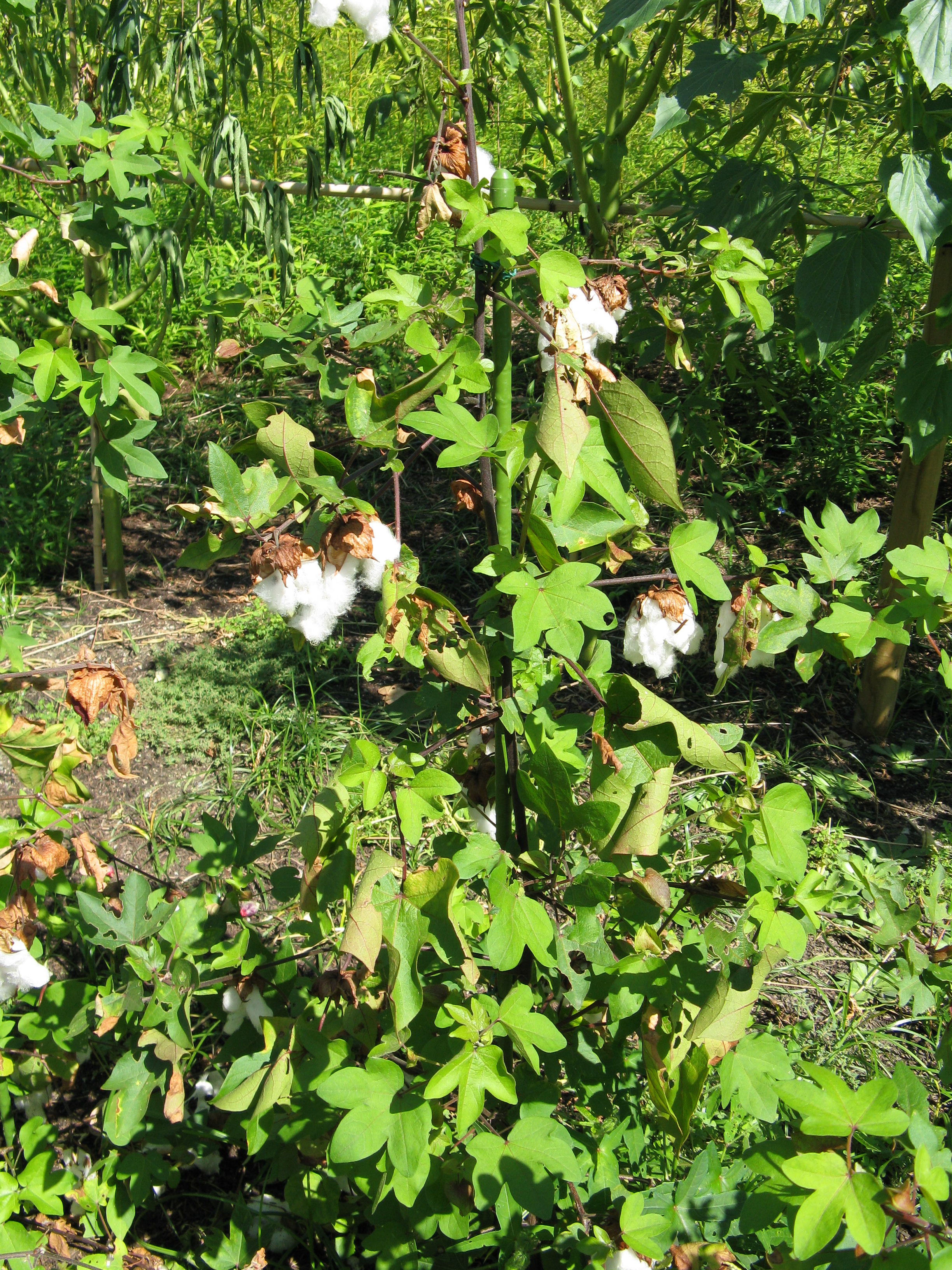
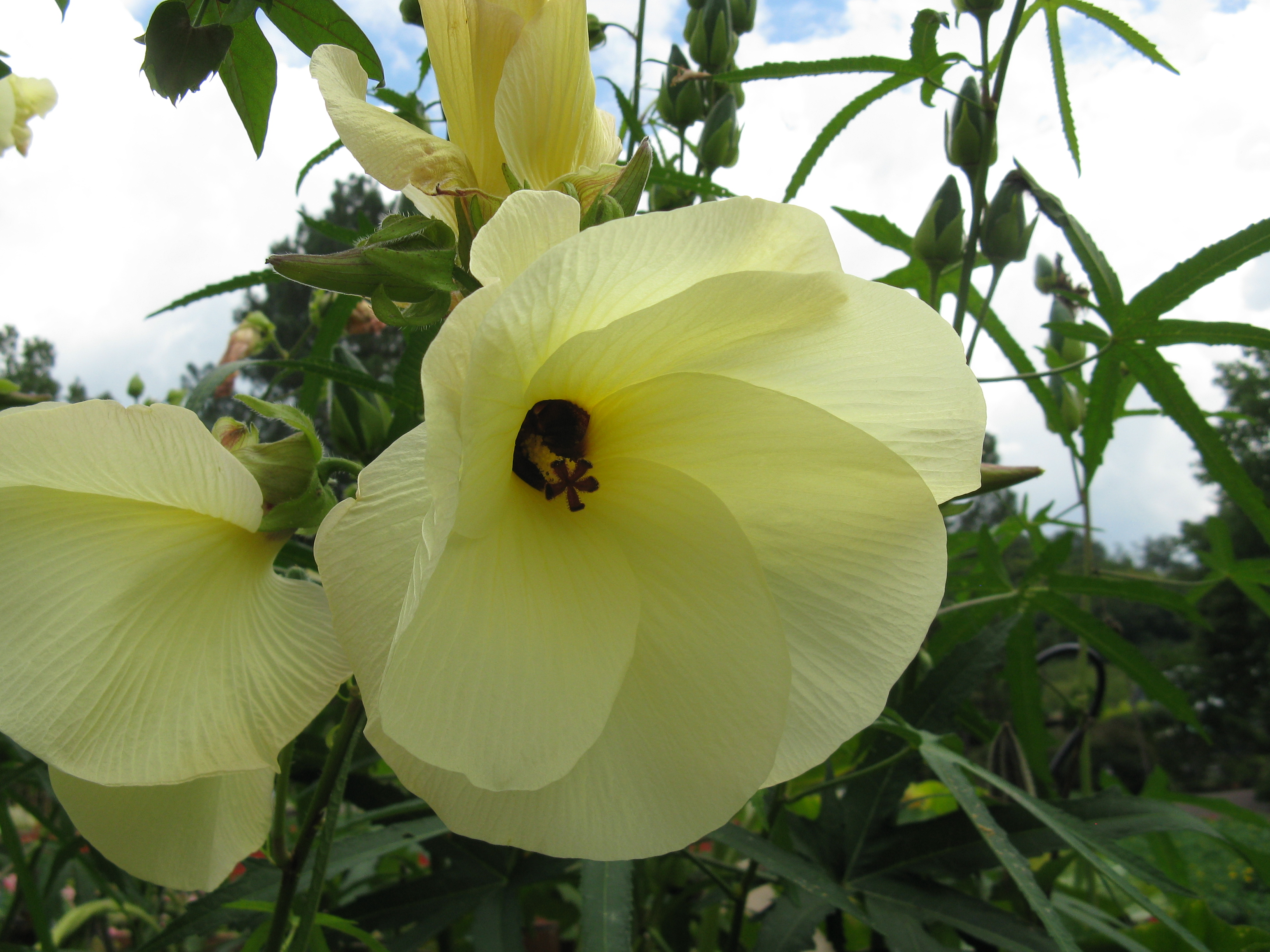
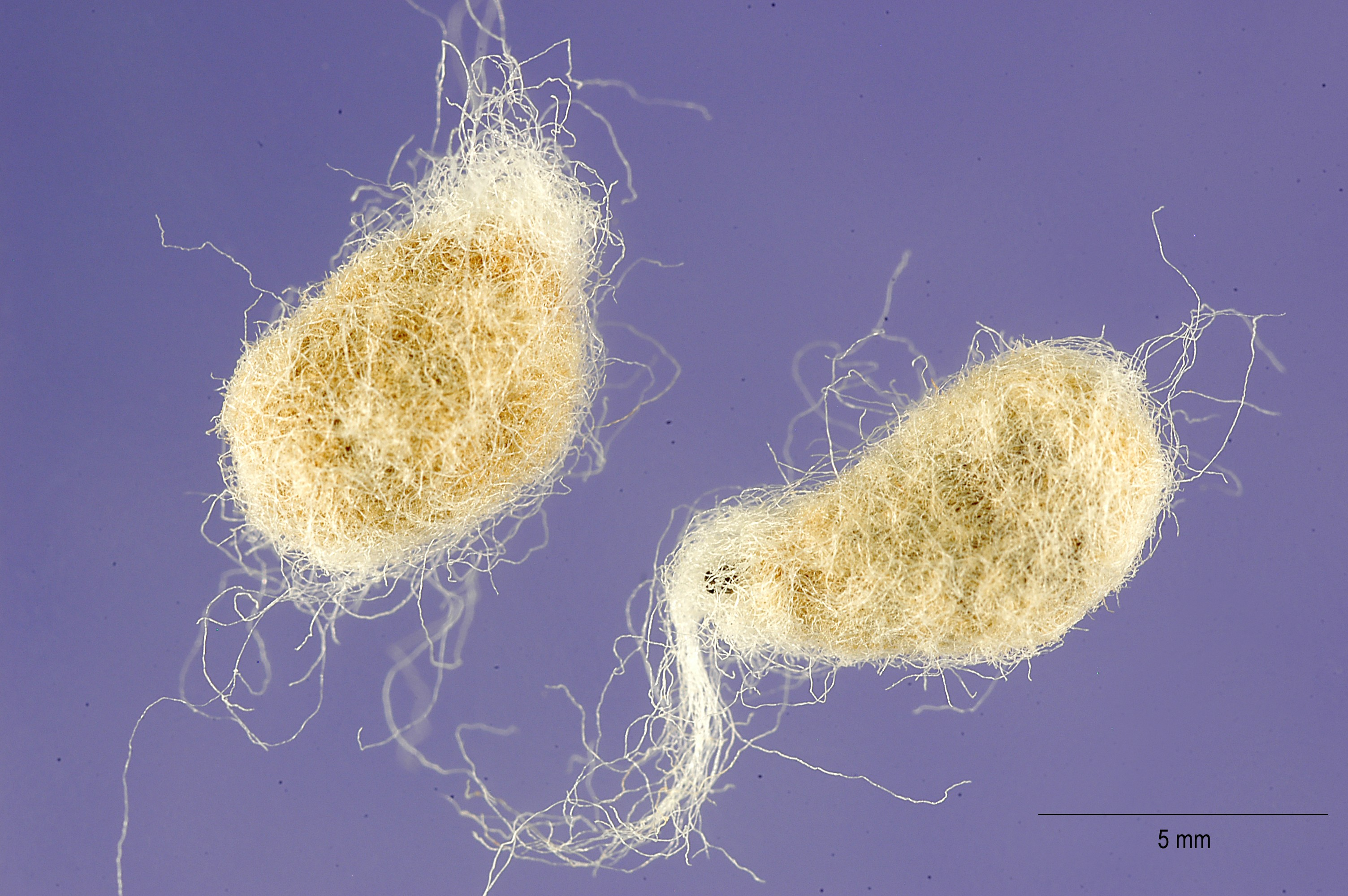